# Crazy (песня Simple Plan)
Crazy — четвёртый и последний официальный сингл группы Simple Plan со второго альбома Still Not Getting Any.... Видео начинается в черно-белых цветах и в конце меняет свои цвета, символизируя то, что независимо от того, как мрачна твоя жизнь, все будет лучше.

## Список композиций
1. «Crazy»
2. «Addicted»

## Чарты и сертификаты
| Чарт (2005)                | Макс позиция |
| -------------------------- | ------------ |
| Australia (ARIA)           | 32           |
| Canada (Nielsen SoundScan) | 4            |
| Чехия (Rádio Top 100)      | 15           |
| France (SNEP)              | 38           |
| Sweden (Sverigetopplistan) | 39           |